# Kita-ku (Kobe)
Pour les articles homonymes, voir Kita-ku.
Kita (北区, Kita-ku) est un des neuf arrondissements de Kobe au Japon. Sa superficie est de 241,84 km2 et sa population est de 226 402 habitants en 2008.

## Universités
- Université Kobe Shinwa (en)